# شعوب مجكيندا
مِجِكيندا أو ميجيكيندا ("القبائل التسع") هي مجموعة من تسع مجموعات عرقية من البانتو ذات صلة تسكن ساحل كينيا، بين نهري ساباكي ونهر أومبا، في منطقة تمتد من الحدود مع تنزانيا في الجنوب إلى الحدود بالقرب من الصومال في الشمال. يزعم عالم الآثار تشابوروكا كوسيمبا أن المجكيندا كانوا يقيمون سابقًا في المدن الساحلية، لكنهم استقروا لاحقًا في المناطق النائية بكينيا لتجنب الخضوع لقوات الاحتلال البرتغالية التي كانت مسيطرة على المنطقة آنذاك. تاريخيًا، أطلق الأجانب على هذه المجموعات العرقية من مجكيندا اسم نييكا أو نيكا. وهو مصطلح مهين يعني "شعب الأدغال".
المجموعات العرقية التسع التي تشكل شعوب مجكيندا هي تشونيي، وكامبي، ودوروما، وكاوما، وريبي، وراباي، وجبانا، وغرياما، وديغو. يعيش شعب ديغو في جنوب ميجيكيندا بينما يعيش الآخرون في شمال مجكيندا. كما يوجد شعب ديغو في تنزانيا بسبب قربهم من الحدود المشتركة.